# 倒卵叶青冈
倒卵叶青冈（学名：Cyclobalanopsis obovatifolia）为壳斗科青冈属下的一个种。